# ダン＝ウーロフ・ステーンルンド
ダン＝ウーロフ・ベルティル・ステーンルンド（Dan-Olof Bertil Stenlund, 1937年10月25日- ）は、スウェーデンの音楽教育者、合唱指揮者。スウェーデンのヴェステルボッテン県シェレフテオ生まれ。

## 略歴
ストックホルムのスウェーデン王立音楽アカデミーでピアノ、オルガン、チェロ、声楽を学び、教会音楽家、伴奏者、音楽教育者として卒業する。その後、エリック・エリクソン、レナード・バーンスタイン、セルジュ・チェリビダッケに指揮法を師事。
1961年から1974年まで、ストックホルムのエンゲルブレクト教会で教会音楽家として活動していた。1974年、36歳でコペンハーゲンのデンマーク音楽アカデミーにおいて合唱指揮科の教授に就任。また、マルメにある音楽学校で合唱指揮の教師を務め、ロンドンの王立音楽アカデミーにも所属した。現在は、国際的に人気のある指揮者および合唱団として、マルメ州立音楽アカデミーで後進の指導にあたるほか、地元の室内合唱団や、マルメ室内合唱団、バーデン＝ヴュルテンベルク州立音楽院において合唱指揮者として活動している。

## 指揮活動
- KFUM室内合唱団（1957年 - 1974年）
- Sangesgruppe Spiralerna（1961年 - 1965年）
- ウプサラ大学室内合唱団（1961年 - 1974年）
- ストックホルムKFUM合唱団（1965年 - 1974年）
- マルメ室内合唱団（1975年 - ）
- マルメ交響楽団合唱団（1975年 - 1993年）